# Turholm

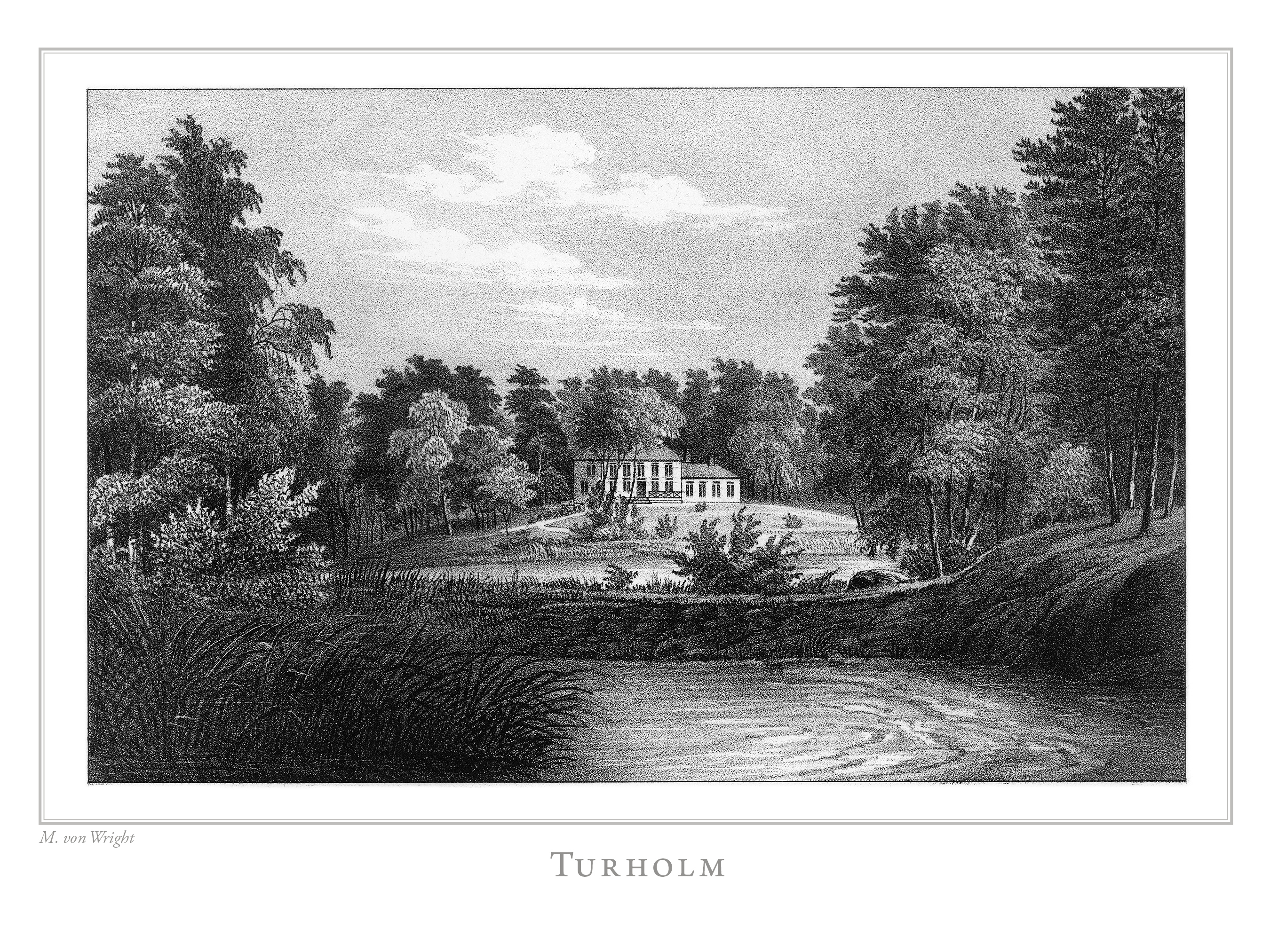
Litografi i Finland framstäldt i teckningar utgiven 1845-1852.

Turholm (finska:Tullisaari) är en stadsdel i Degerö distrikt i Helsingfors stad.
Turholm är ett stort friluftsområde i herrgårdsmiljö. Området består förutom av parker också av stora skogsområden.